# Міжштатна автомагістраль 405 (Вашингтон)
Міжштатна автомагістраль 405 (I-405) — допоміжна міжштатна автомагістраль із півночі на південь, що обслуговує регіон Сіетл у Вашингтоні, США. Оминає Сіетл на схід від озера Вашингтон, проходячи через район Істсайд округів Кінг і Сногоміш, забезпечуючи альтернативний маршрут до I-5. 48 кілометрова автострада обслуговує міста Рентон, Белв'ю, Кіркленд і Ботелл. I-405 закінчується на I-5 в Таквіла та Лінвуд, а також перетинає кілька основних автомагістралей, включаючи SR 167, І-90, SR 520 і SR 522.

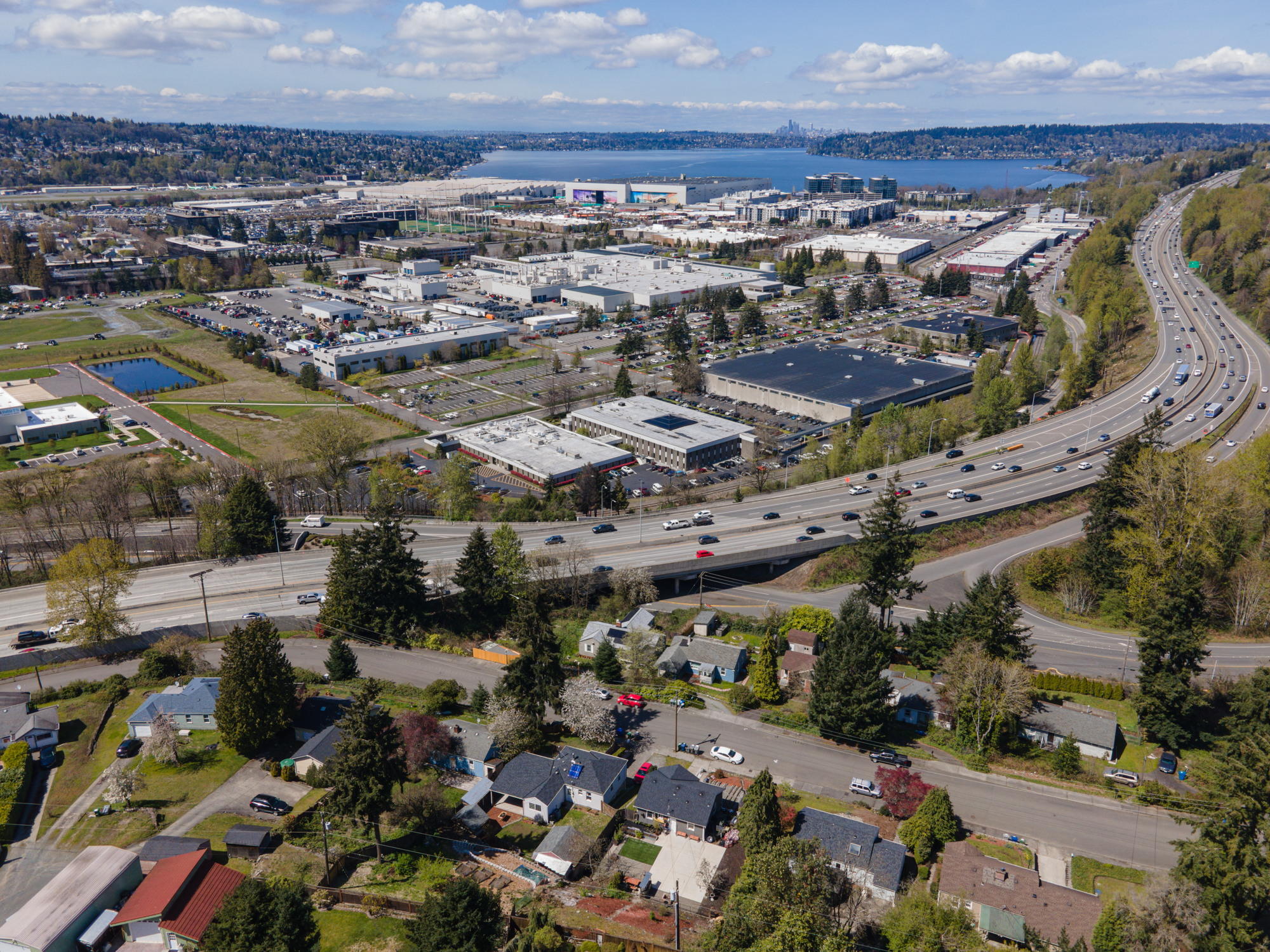
Вид на I-405 у Рентоні з висоти пташиного політу